# Sonderstab F
Seconde Guerre mondiale
Sonderstab F était le nom de couverture pour une mission militaire allemande en Irak pendant la Seconde Guerre mondiale. Sonderstab F a été créé le 20 mai 1941 et a cessé d'exister le 20 juin 1941.

## Conception
La directive 30, concerne l'intervention allemande et l'appui des nationalistes arabes en Irak et qui étaient confrontés à l'armée britannique (10e division d'infanterie indienne (Royaume-Uni)). 
La mission comprenait un régiment de Brandebourg et une flotte de l'Armée de l'air allemande (Luftwaffe).
La guerre anglo-irakienne a commencé le 2 mai. Selon le Premier ministre britannique Winston Churchill, les instructions fournies par Hitler ont été « tardives » et développées à un moment où « toute chance d'intervention utile [pour] l'Axe avait passé ».

## L'opération
Sonderstab F est commandé par le général Hellmuth Felmy et le colonel Werner Junck.
Le but de l'opération était le soutien de l'Irak, le déploiement d'une garnison militaire, le soutien de l'Armée de l'Air et des livraisons d'armes.
Le 6 mai 1941, 24 avions sont envoyés en Grèce, 12 Me 110 et 12 Heinkel He 111, et un destroyer.
L'ambassadeur d'Allemagne à Damas, Fritz Grobba demande l'autorisation à la France de Vichy l’autorisation de traverser l'espace aérien syrien, qui est à l'époque sous mandat français. Le destroyer déposa du matériel de guerre dans un port syrien.
Le 12 mai 1941, la flotte aérienne part d'Athènes pour Bagdad. Avec dans un avion, le major Axel von Blomberg, dont l'avion est abattu par erreur par l'armée irakienne.
Le premier groupe fait escale à Damas et le second groupe à Palmyre, ce groupe fut surpris par un bombardement britannique mais aucun avion fut touché.
En tout, 23 avions arrivèrent à Mossoul. Un avion fut surpris par une tempête de sable et dut atterrir avant.
Le 13 mai 1941, les premières armes sont transférés à Bagdad par train depuis la Syrie, dont 12 canons, 200 mitrailleuses, 13000 obus et 32 véhicules.
Quand l'armée britannique a appris l'autorisation de traversée de l'espace aérien syrien par la France de Vichy, elle bombarde les aérodromes de Damas, Palmyre et Rayak.
Pour l'escadron, la situation devint rapidement catastrophique, un manque de pièces de rechange, des filtres à sable pas appropriées, des pneus doux pas appropriés pour le sable, un manque de munitions et un carburant à indice d'octane trop élevé.
Les pilotes n'étaient pas expérimentés, dont Martin Drewes. Le 20 mai 1941, la seule victoire était un Gloster Gladiator abattu.
Le 30 mai, l'armée britannique entoure Bagdad, elle occupe Bagdad le 1er juin 1941 et occupe Mossoul le 4 juin 1941, ce qui amène la fuite de la flotte allemande.

## Conclusions
Les raffineries de pétrole et les champs de pétrole d'Abadan sont occupés pas l'armée britannique.
Les Britanniques prennent la Syrie et le Liban. Le mandat français revient au commandement du général Georges Catroux, général de la France libre.